# Rhophitulus hyptidis
Rhophitulus hyptidis är en biart som beskrevs av Adolpho Ducke 1908. Rhophitulus hyptidis ingår i släktet Rhophitulus och familjen grävbin. Inga underarter finns listade i Catalogue of Life.